# Baeckea serpyllifolia
Baeckea serpyllifolia là một loài thực vật có hoa trong Họ Đào kim nương. Loài này được (Turcz.) F.Muell. mô tả khoa học đầu tiên năm 1876.